# Peppino, le modelle e... "chella llà"
Peppino, le modelle e... "chella llà" è un film del 1957 diretto da Mario Mattoli.

## Trama
Dopo aver involontariamente causato il licenziamento di Elisabetta, il giovane pittore Teddy la ospita in casa sua come domestica e le trova un lavoro come indossatrice in un atelier di moda. Suscita l'invidia di Peppino, il vicino di casa, sedicente artista mai pago di avventure amorose. Il padre e i fratelli di Elisabetta, giunti in città, cercano Teddy per infliggergli una lezione ma scambiano Peppino per Teddy e lo mandano in ospedale. Nel frattempo Elisabetta s'ingelosisce per le attenzioni che Lucia, una piacente signora, rivolge a Teddy, quindi cerca senza troppa convinzione di sedurre il proprietario dell'atelier. Alla fine tutto si sistemerà per il meglio.

## Produzione
Il film è stato girato per gli interni negli studi Incir-De Paolis in Totalscope.

## Distribuzione
Iscritto al Pubblico registro cinematografico con il n. 1.845, ebbe il visto di censura n. 23.963 del 12.4.1957. Incassò 220.000.000 di lire.

## Colonna sonora
Le canzoni sono tutte eseguite da Teddy Reno:
- Chella llà, di Umberto Bertini ed Enzo Di Paola.
- Che m'he' 'mparato a fa' , di Dino Verde e Armando Trovajoli.
- Maliziusella, di Francesco Specchia e Edilio Capotosti.
- Serenatella sciuè sciuè, di Ettore De Mura e Ferdinando Albano.
- Intorno a te è sempre primavera, di Mario De Angelis e Isabella Piga.